# Ана Стегман
Ана Маргарете Стегман (на немски: Anna Margarete Stegmann) е германска психоаналитичка, общественичка, колекционерка на произведения на изкуството.

## Биография
Родена е в Цюрих, Швейцария на 12 юли 1871 г. Учи медицина в Цюрих и Берн, дипломира се през 1910 г.
Година преди да завърши, се омъжва за психиатъра Арнолд Стегман (1872 – 1914). Става помощник-лекар в Берлин. През 1920 г. си отваря практика в Дрезден и работи като невролог.
През 1912 г. влиза в Берлинското психоаналитично общество, като е сред първите жени аналитици наред с Мира Оберхолцер, Татяна Розентал и Карен Хорни. Член е на Международната психоаналитична асоциация, на Обществото „Шопенхауер“ и на Лигата на жените за мир и свобода.
След края на Първата световна война влиза в Германската социалдемократическа партия. По време на Ваймарската република е член на Райхстага от 1924 до 1930 г.
След идването на Хитлер на власт през 1933 г. тя емигрира в Швейцария. Умира на 64-годишна възраст в Арлесхайм, Швейцария на 1 юли 1936 г.